# Människans tragedi
Människans tragedi (ungerska: Az ember tragédiája) är en teaterpjäs från 1861 av den ungerska författaren Imre Madách. Den består av 15 scener förlagda till olika tidsepoker och skildrar hur Adam, Eva och Lucifer utforskar mänskligheten och meningen med livet. Den är skriven på vers och betraktas som ett läsdrama.
Skildringen utmärks av pessimism med inspiration från Predikaren i Gamla Testamentet. Litteraturkritiker har jämfört pjäsen med bland annat Det förlorade paradiset av John Milton och Faust av Johann Wolfgang von Goethe. Historiken Pál Belohorszky har föreslagit att Søren Kierkegaard var en viktig inspirationskälla till idéinnehållet, alternativt att Madách och Kierkegaard drog snarlika slutsatser.
Pjäsen trycktes 1861 och uruppfördes på scen 1883. Den fick omedelbart ett positivt mottagande i Ungern och hör till landets främsta litteraturklassiker. En svensk översättning av Olof Lundgren gavs ut 1936.

## Handling
Gud skapar världen. Lucifer hånar Gud för människans brister och hävdar att människan snart kommer att försöka bli Gud. Lucifer påstår sig vara lika gammal som Gud och kräver därför sin andel av skapelsen, vilket han beviljas i form av kunskapens träd.
Lucifer får Adam och Eva att äta den förbjudna frukten. Förvisad från Edens trädgård anser Adam att han inte längre behöver vara tacksam inför Gud. Lucifer erbjuder Adam att visa honom människans framtid.
Adam blir en farao i det forntida Egypten och blir förälskad i Eva i form av en slavinna. Adam vill avskaffa slaveriet men Lucifer hävdar att det är meningslöst. Adam vill uppleva ett samhällssystem med jämlikhet och förs till antikens Grekland, där demokrati har resulterat i korruption och politiskt fulspel. Adam uppträder som Miltiades d.y. och blir dömd till döden efter att folkmassorna har hetsats emot honom. Adam ber om att få bli road och tas till antikens Rom där han och Lucifer förlustar sig som dekadenta romare. Eva framträder som en prostituerad kvinna. Adam tröttnar när han inser att civilisationen inte upprätthålls och vänder sig till Jesus och Gud, som ger honom ett budskap om individualitet genom kärlek och broderskap. Adam blir korsfararen Tankred men blir besviken på den öst-västliga schismen och mångleri inom kyrkan. Han blir förälskad i Eva som är en adelskvinna inlåst i ett kloster.

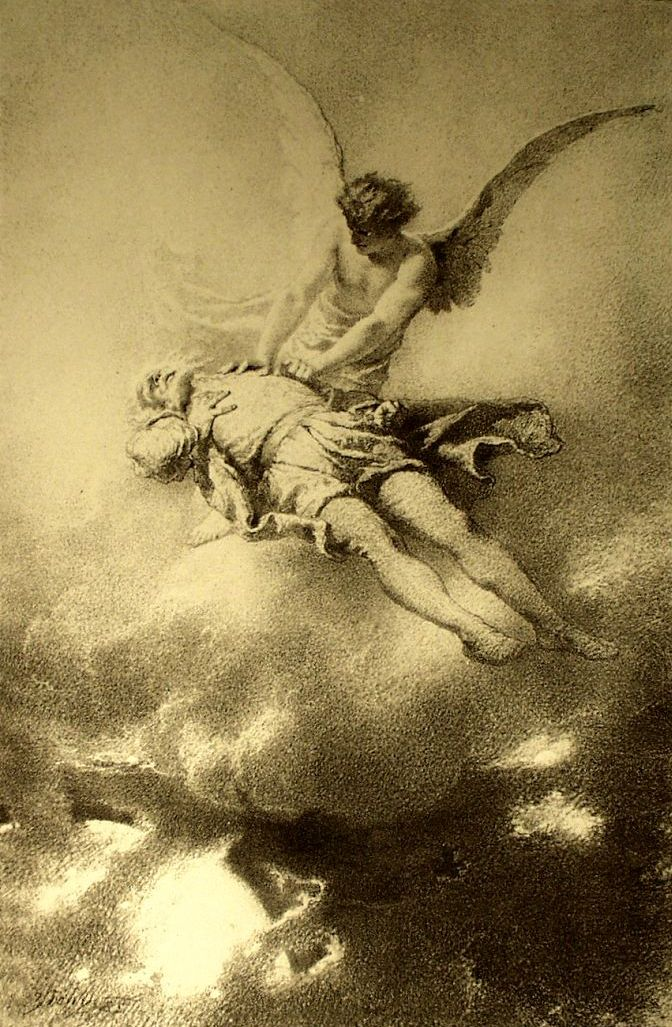
Adam och Lucifer i rymden, illustration av Mihály Zichy

Adam blir Johannes Kepler i 1600-talets Prag. Han söker evig visdom genom studier av den yttre världen medan hans fru förlustar sig i sällskapslivet. Adam blir Georges Jacques Danton under franska revolutionen. Eva framträder som en aristokrat som ska halshuggas och en fattig kvinna som hejar på revolutionsterrorn. Danton ställs inför Nationalkonventet och döms att giljotineras. Adam vaknar som Kepler och slår fast att idéer är mäktigare än enskilda människor. Adam och Lucifer besöker 1800-talets London. Adam är imponerad, men Lucifer övertalar honom om att samhället är förfallet på det andliga planet, eftersom allting går att köpa och sälja. De framträder som två arbetarklassmän och Adam försöker förföra Eva i form av en ung medelklasskvinna. När oroligheter bryter ut önskar sig Adam ett samhälle som styrs för det gemensammas bästa utifrån vetenskapliga rön.
Lucifer tar Adam till en falangstär i en framtida världsstat med allas lika värde. Adam är inledningsvis positiv även om han direkt ångrar att nationer har försvunnit, eftersom han anser att människor behöver en historia och identitet att ty sig till. Adam blir straffad när han ifrågasätter den materialistiska världsbilden. Eva är en mor som blir straffad när hon vägrar låta samhället utbilda hennes barn. Lucifer för Adam vidare till en framtid i rymden. Jordens ande ber Adam att återvända. Adam hävdar sig först kunna leva utan sin jordiska kropp, men vänder till slut åter och accepterar sin dödlighet. I en mycket avlägsen framtid där solen håller på att slockna lever de sista människorna som deformerade vildar. Lucifer försöker övertyga Adam om att dessa människor inte är signifikativt annorlunda än människor från någon annan tidsepok.
Adam vaknar utanför Eden. Han möter Lucifer och argumenterar för möjligheten till ett annat utfall genom existensen av fri vilja. Lucifer påminner honom om fåfängligheten i människans ärelystnad. Adam menar att han fortfarande kan trotsa Gud genom att begå självmord, och därmed sätta stopp för människosläktet. Precis när Adam ska ta sitt liv hittar Eva honom och berättar att hon är med barn. Gud manar Adam till att fortsätta ha tro. Adam beslutar sig för att följa Guds ord och accepterar människans strävan som ett mål i sig.

## Bearbetningar
Pjäsen är förlaga till två operor: György Ránkis Az ember tragédiája från 1970 och Clive Strutts The tragedy of man från 1985.
År 1984 kom en filmatisering med titeln Angyali üdvözlet, som är regisserad av András Jeles och är gjord med barn i alla rollerna. Regissören Marcell Jankovics har gjort en 160 minuter lång animerad film av pjäsen. Jankovics skrev sitt manus 1983 och påbörjade produktionen 1988, men efter revolutionen 1989 fick filmen göras etappvis och blev färdig först 2011.